# 監
監是古代中國某些官署和官職的名稱。官署如五監、欽天監，官職如殿中監、太監等。以監為名之官署，其長官多稱為監/大監/太監或判監事（宋代），副長官則相應稱為少監或同判監事（宋代）。
宋代有一種行政區劃亦稱為監，與州或縣相當，一般設置於軍事要地或重要資源產地，如荊湖南路桂陽監（今湖南省郴州市桂陽縣）等。長官稱為知監事或知監，副長官稱為同知監事。

## 北宋的監（州級）
| 路       | 監     | 县              |
| 荊湖南路 | 桂陽監 | 平阳县 \|蓝山县 |
| 成都府路 | 陵井監 | 仁寿 \|井研     |
| 梓州路   | 富順監 | 富顺县          |
| 夔州路   | 大寧監 | 大昌县          |

## 南宋的監（州級）
| 路       | 監     | 县     |
| 潼川府路 | 富順監 | 富顺县 |
| 夔州路   | 大寧監 | 大昌县 |